# Thylacosternus
Thylacosternus là một chi bọ cánh cứng trong họ 
Elateridae.
Chi này được miêu tả khoa học năm 1875 bởi Bonvouloir.

## Các loài
Chi này có các loài:
- Thylacosternus walckenaeri (Guérin-Méneville, 1843)